# Mayanggeneng
Mayanggeneng is een bestuurslaag in het regentschap Bojonegoro van de provincie Oost-Java, Indonesië. Mayanggeneng telt 1124 inwoners (volkstelling 2010).